# ناوکی نیشیبایاشی
ناوکی نیشیبایاشی (ژاپنی: 西林 直輝؛ زادهٔ ۳ آوریل ۱۹۹۶) یک بازیکن فوتبال اهل ژاپن است.
از باشگاه‌هایی که در آن بازی کرده‌است می‌توان به باشگاه فوتبال فاگیانو اوکایاما اشاره کرد.